# 쓰와노번
츠와노번(일본어: 津和野藩 つわのはん[*])은 에도 시대 이와미국 츠와노 (시마네현 카노아시군 츠와노쵸) 주변을 다스리던 번이다. 번청은 츠와노성이다.

## 번의 역사
전국 시대, 츠와노는 오오우치씨, 모리씨를 섬기던 호족 요시미씨가 지배하고 있었다. 그 때문에 세키가하라 전투까지는 모리 영지였다.

### 사카자키가
게이초 5년 (1600년) 10월 15일, 세키가하라 전투에서는 우키타 히데이에의 사촌 사카자키 나오모리(우키타 아키이에)가 히데이에와 사이가 좋지 않았기 때문에 동군에 가세해, 전공에 의해 3만석으로 입번한다. 나오모리는 조카마치 건설, 검지, 성곽의 대보수를 실시하여 번정의 기초를 다진 명군이었다. 겐나 원년 (1615년), 나오모리는 오사카 전투에서 센히메 구출에 활약해 겐나 2년 (1616년) 7월 20일에, 1만석 가증되었다. 그러나 9월 11일, 센히메 사건의 여파로 나오모리는 가신에 의해 살해당했고 (자살했다는 설도 있음), 사카자키는 단절되었다. (후예로 나카무라가 등이 있다.)

### 카메이가
대신해 겐나 3년 (1617년) 7월 20일, 이나바 카노번에서 카메이 마사노리가 4만 3천석으로 입봉한다. 이후 카메이가가 메이지 시대까지 번주를 맡았다. 초대 번주 마사노리는 신임이 두터워, 한때 히메지번 이봉 이야기도 있었지만, 겐나 5년 (1619년)에 급사하는 바람에 일단락되었다. 2대 번주 코레마사가 어린 나이에 뒤를 이어 오이에소동이 벌어졌지만, 충신 타고 마사키요의 주도하에 내분을 수습하고 번정 확립에 힘썼다.
에도 참근교대에는 오사카까지 뱃길로 갔기 때문에, 겐나 6년 (1620년) 이후 히로시마번으로부터 토지를 빌려 아키국 하츠카이치의 사쿠라오성 서쪽에 츠와노번 미후나야시키 (하츠카이치 쿠라야시키)를 마련했다. 막부 천문방의 츠와노번사 홋타 니스케는 미후나야시키에서 태어나 히가시에조치의 측량하면서 이노 타다타카의 선구자가 되었다.
에도 중기에는 종이를 전매로 하고, 가로 타고씨를 중심으로 신덴 개발을 실시하는 등, 번의 재정은 윤택해졌다. 그러나 후기로 접어들면서 재난과 흉년이 계속되면서 재정은 악화되었다. 그런 가운데 8대 번주 노리카타는 번교 요로칸을 창립했다. 또한 요로칸은 현존한다.
마지막 번주이자 11대 번주인 코레미는 번정개혁을 실행하여 유능한 인재를 등용하였다. 또 신토를 신봉하여 국학 발전에 힘썼다. 초슈번의 이웃 번이었지만, 에도 막부 말기의 초슈 정벌에 대해서는 중립을 유지했다. 번사 중에는 존왕양이 운동에 투신하는 사람도 많았고, 메이지 유신 후에는 번주 코레미, 번사 후쿠바 비세이, 오오쿠니 타카마사 등 다수의 인재를 신정부에 배출했다.
메이지 시대 직전인 1867년 (게이오 3년)에 에도 막부에 잡힌 나가사키 우라카미의 은신 키리시탄 158명이, 직후의 에도 막부 붕괴 후, 메이지 초기에 금교 정책을 계승한 신정부에 의해 각지에 유배되어, 그 귀양지의 하나가 츠와노였다 (우라카미 4번 붕괴사건). 메이지 4년 (1871년) 7월에 시행된 폐번치현에 앞서 코레미는 폐번건의서를 제출하고 동시에 번지사를 사직하였다. 그 후, 하마다현에 합병을 거쳐 시마네현에 편입되었다.

## 역대번주

### 사카자키가
토자마 다이묘 (3만석 → 4만석) (1600년 ~ 1616년)
1. 사카자키 나오모리

### 카메이가
토자마 다이묘 (4만 3천석) (1618년 ~ 1871년)
1. 카메이 마사노리
2. 카메이 코레마사
3. 카메이 코레치카
4. 카메이 코레미츠
5. 카메이 코레노부
6. 카메이 코레타네
7. 카메이 노리사다
8. 카메이 노리카타
9. 카메이 코레나오
10. 카메이 코레카타
11. 카메이 코레미

## 카메이가 시대의 중신
- 제1가로
  - 타고씨(多胡氏) (2백석 → 3백석 → 5백석)
- 제2가로
  - 오카씨(大岡氏)
- 중신
  - 마츠이씨(松井氏)

## 막부 말기의 영지
- 이와미국
  - 오오치군 중 2개 마을
  - 나카군 중 26개 마을
  - 미노군 중 46개 마을
  - 카노아시군 중 56개 마을

## 츠와노번 출신 주요인물
- 카메이 코레츠네 - 카메이 히사오키의 할아버지. 신기행정, 동궁 시종, 백작
- 카메이 코레타케 - 토호쿠 개발 총재, 카메이 히사오키의 아버지. 백작
- 오카 쿠마오미 - 막부 말기 유신기의 국학자.
- 오오쿠니 타카마사 - 막부 말기 유신기의 국학자.
- 후쿠바 비세이 - 막부 말기 유신기의 국학자. 자작
- 니시 아마네 - 막부 말기 유신기의 서양법학자, 사상가, 남작
- 모리 오가이 - 메이지 시대의 문호, 군의
- 타카오카 타다요시 - 메이지 시대의 현지사, 정치인
- 타카오카 쿠마오 - 홋카이도 제국대학 총장
- 야마노베 타케오 - 메이지 시대의 실업가 (방적업)
- 코토 분지로 - 지질학의 아버지

## 관련인물
- 카메이 히사오키 - 중의원 의원, 번주 카메이가 직계 자손 (코레미의 고손자)
- 카메이 아키코 (정치가) - 참의원 의원, 카메이 히사오키의 딸
- 카메이 타다오 - 타카사키 카메이가 출신의 고생물학자. 증조할머니와 할머니가 니시 아마네와 절친함)

## 관련목록
- 겐지마키 - 번 유래 명과
- 히카타류 검술 - 번교에서 가르쳐주는 검술 유파 중 하나
- 요로관 - 츠와노번 번교
- 재해기념비 - 마츠자키의 비 (시마네현 마스다시)